# Иллюзии (повесть)
«Иллю́зии» полное название «Иллю́зии: Приключе́ния месси́и, который месси́ей быть не хоте́л» (англ. Illusions: The Adventures of a Reluctant Messiah) — прозаическое литературное произведение и второй бестселлер американского писателя Ричарда Баха написанный в форме повести в жанре магического реализма.
Повесть рассказывает о приключениях автора над просторами зелёных полей штата Индиана. Впервые была опубликована в 1977 году Нью-Йоркским издательством «Делл» под редактурой Элеано́ры Фрид и вскоре стала вторым бестселлером Баха после «Чайки по имени Джонатан Ливингстон».
Что примечательно относительно обложки оригинального издания «Иллюзий», так это изображённое на ней голубое перо — перо упоминается в произведении и является в нём предметом олицетворяющим материализацию мысли, именно голубое перо задумывает воплотить Ричард, когда чудотворец Дональд Шимода обучает его мастерству материализации желаемых предметов и событий в жизни. Иллюстрацию выполнила художница Jean (Joan) Stoliar, она также была создателем обложек произведений «Чайка по имени Джонатан Ливингстон» и «Единственная» Ричарда Баха и позднего американского издания книги «Полосатый Кот и Ласточка Синья́» (порт. O Gato Malhado e a Andorinha Sinhá) от 1982 года, авторства бразильского писателя Жоржи Амаду.
На сентябрь 2000 года «Иллюзии» были проданы в количестве более 15 миллионов экземпляров на 35 различных языках.
Ричард Бах предоставил права на экранизацию, проводился кастинг пилотов-каскадёров, однако фильм так и не был снят.

## Сюжет
Основной замысел сюжета

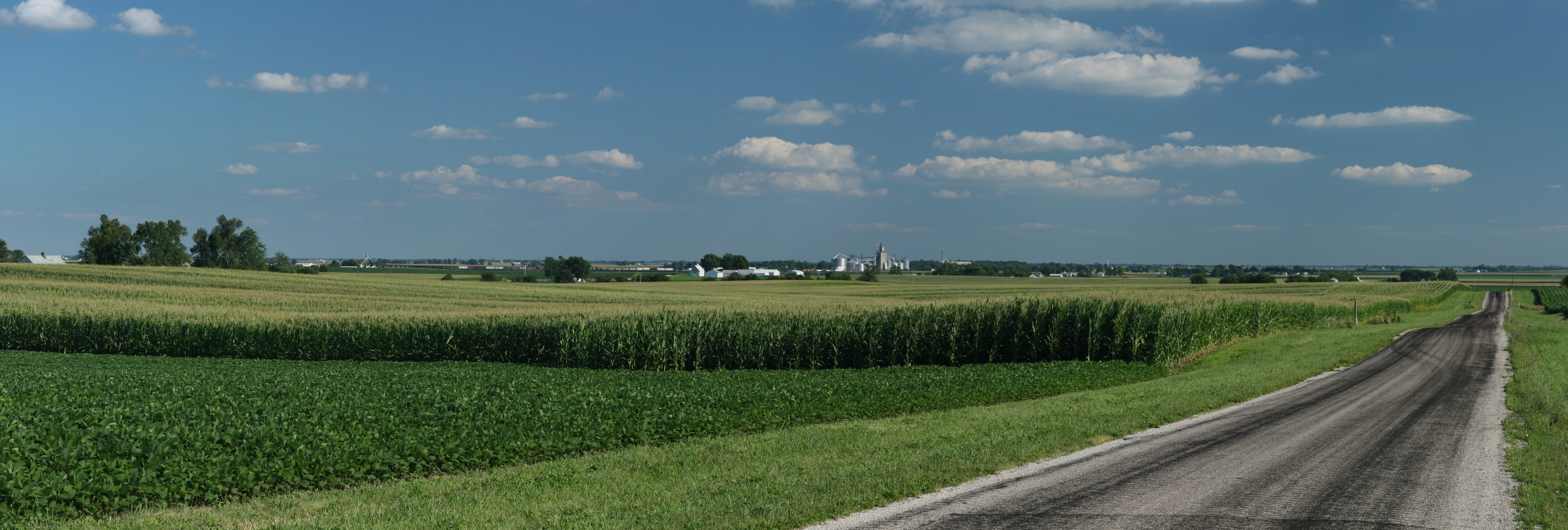
Кукурузное поле вблизи городов Роял и Дейли, Штат Иллинойс

Место и время действия: Лето 1970-х годов, средний запад США, бескрайние зелёные поля штата Индиана и небо, простирающееся над ними.
Главным героем и рассказчиком выступает сам писатель, вторым значимым персонажем является мессия Дональд Уильям Шимода (англ. Donald William Shimoda) или просто «Дон», он как и автор, механик и странствующий пилот.

### Трэвл Эйр
Белый с золотым, раритетный биплан «Тревл Эйр 4000» 1928—1929 года выпуска — самолёт Дона Шимоды в необычном состоянии — словно новый, только выпущенный с завода экземпляр или же скрупулёзно восстановленный, музейный экспонат, который будто-бы воплотился из воздуха прямо посреди поля, вблизи городка Феррис. Ни царапинки, ни пятнышка, ни мошки на лобовом стекле, нет ни единой травинки в салоне — в салоне самолёта, который вот уже как месяц, с утра до вечера катает за деньги фермеров. Он не нуждается в горючем, ему не нужен ремонт и длинная взлётно-посадочная полоса, он подобен своему хозяину, который не нуждается в приёме пищи и медицинских услугах, для поддержание жизни или в изучении магии, чтобы творить чудеса.

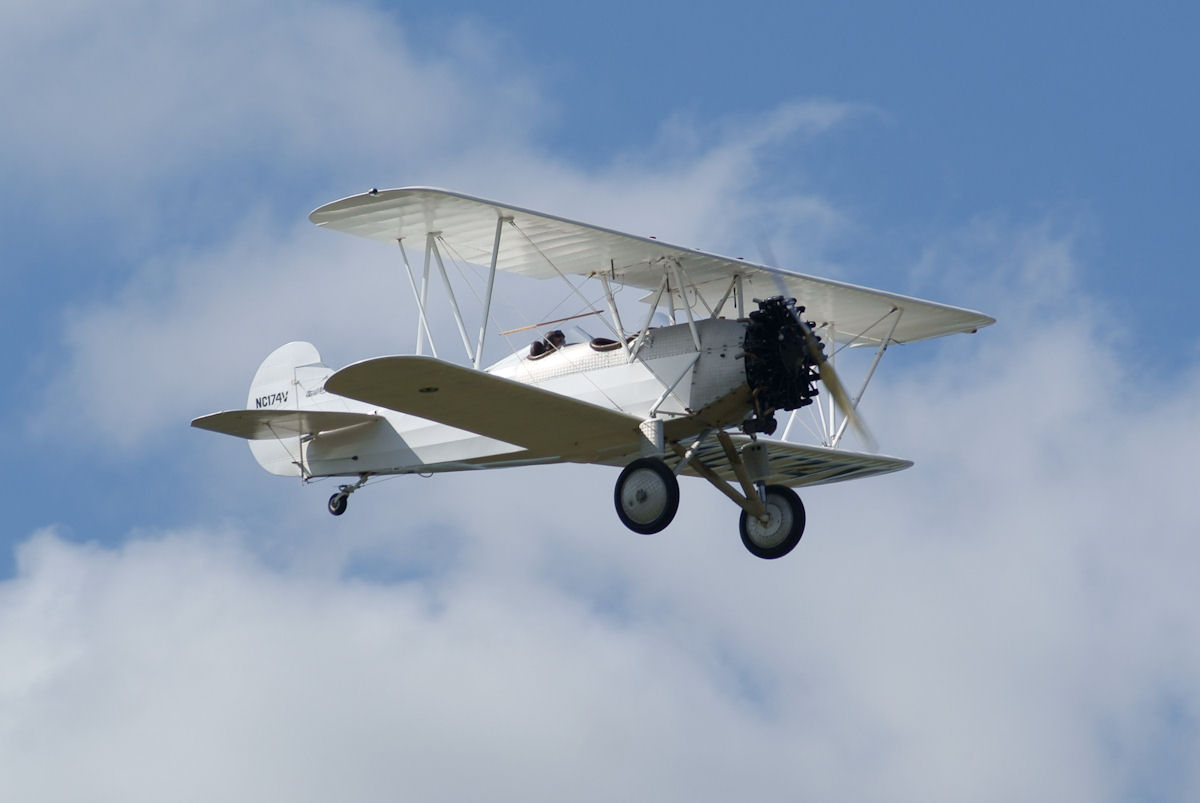
Белый Travel Air 4000 1929 года выпуска в небе, за штурвалом друг Ричарда Баха — лётчик Кермит Уикс[англ.].
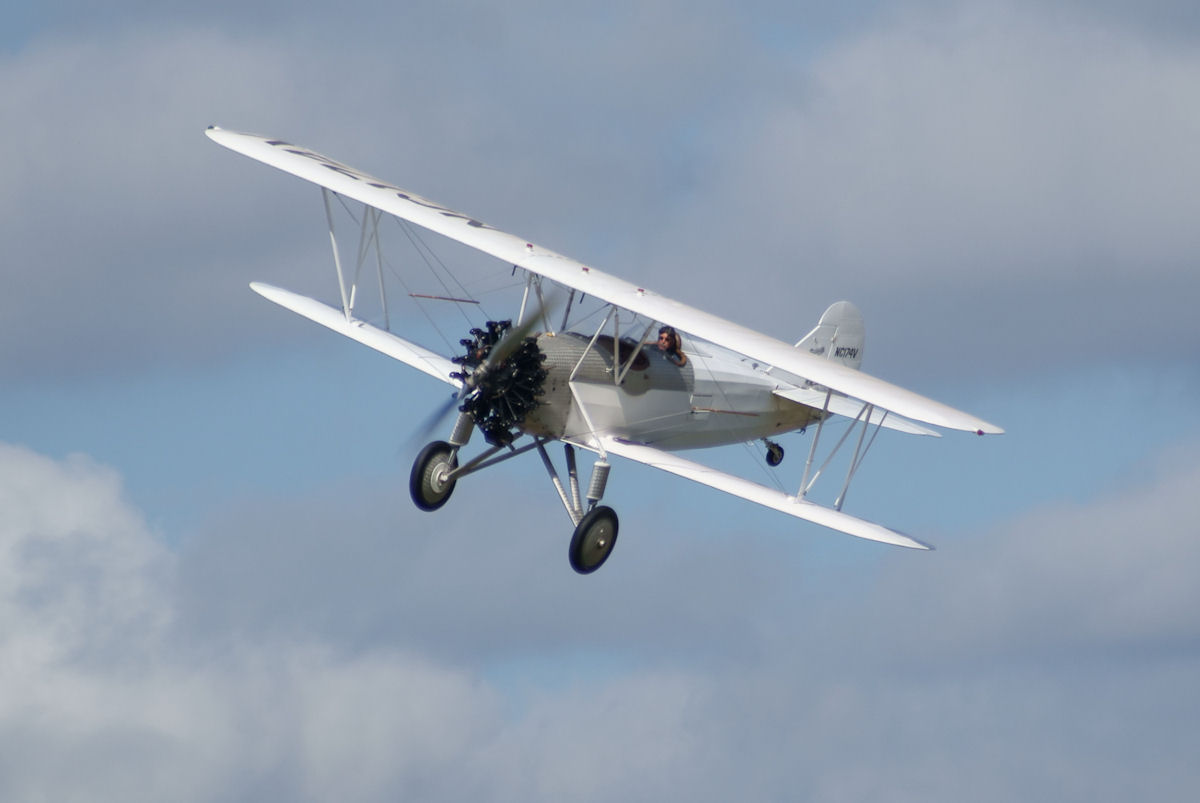
Самолёт заходит на посадку.
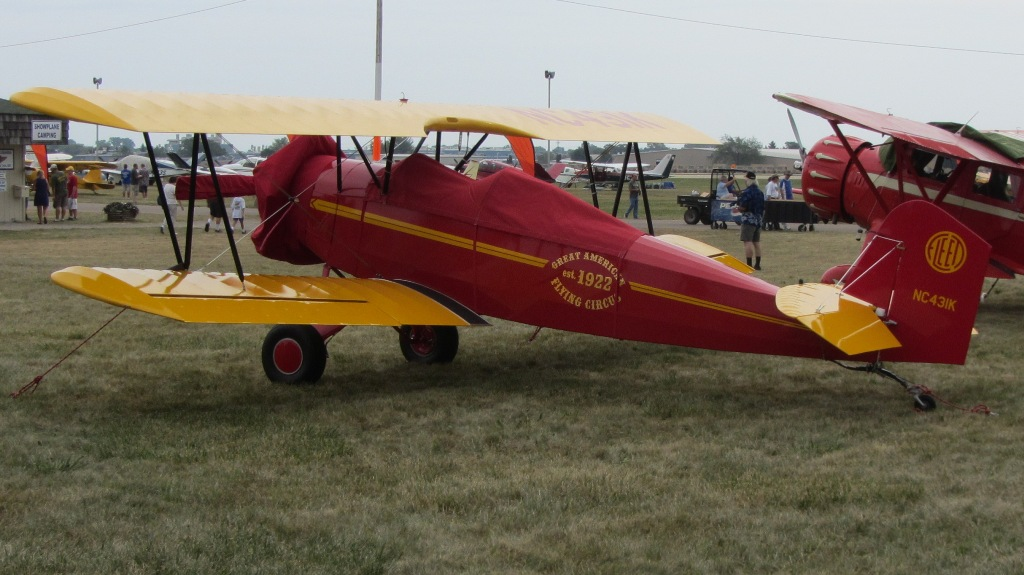
Биплан Fleet Model 2, на котором в произведении летает сам писатель.  В отличие от «Трэвл Эира» вмещает только одного пассажира.

## История создания и публикации
| Год        | Тираж     | Переплёт | Издательство | Место  | Перевод и редактура                                     | Название                                                          | Международный стандартный книжный номер (ISBN) | Страниц | Ссылка |
| ---------- | --------- | -------- | ------------ | ------ | ------------------------------------------------------- | ----------------------------------------------------------------- | ---------------------------------------------- | ------- | ------ |
| 1989       | —         | —        | —            | —      | —                                                       | Иллюзии, или Приключения Мессии, который Мессией быть не хотел.   | —                                              | —       |        |
| 1992       | —         | —        | —            | —      | Михаил Шишкин                                           | —                                                                 | —                                              | —       |        |
| 1993       | —         | —        | —            | —      | Андрей Сидерский                                        | Иллюзии. Приключения Мессии поневоле                              | —                                              | —       |        |
| 1998       | 10000     | Твёрдый  | София        | Киев   | Андрей Сидерский А. Мищенко                             | Иллюзии                                                           | 966-7319-35-0 (966-7319-36-9)                  | 160     | [ 4 ]  |
| 2000       | —         | —        | —            | —      | Инна Старых                                             | —                                                                 | —                                              | —       |        |
| 2002       | —         | —        | Захаров      | —      | —                                                       | Иллюзии, или приключения Мессии, который Мессией быть не хотел    | (966-7319-36-9)                                | —       |        |
| 2004       | Не указан | Твёрдый  | Терра        | Москва | —                                                       | Иллюзии. Приключения Мессии поневоле                              | 5-275-00978-X 5-275-00552-0                    | 216     | [ 5 ]  |
| 2006       | 10000     | Мягкая   | София        | Киев   | Андрей Сидерский А. Мищенко                             | Иллюзии                                                           | 5-9550-0892-6                                  | 176     | [ 6 ]  |
| 2006       | —         | Мягкая   | София        | Киев   | Белякова Ирина Д. Винцюк Ю. Черевко О. Ю. Мищенко А. А. | Иллюзии                                                           | 5-9550-0209-X                                  | 256     |        |
| 2006       | 7000      | Твёрдый  | София        | Киев   | Андрей Сидерский А. Мищенко                             | Иллюзии                                                           | 5-9550-0880-2                                  | 176     | [ 7 ]  |
| 2006       | 7200      | Твёрдый  | София        | Киев   | Андрей Сидерский А. Мищенко                             | Иллюзии                                                           | 978-5-91250-374-0                              | 176     | [ 8 ]  |
| 2008       | 7000      | Мягкая   | София        | Киев   | Андрей Сидерский А. Мищенко                             | Иллюзии                                                           | 978-5-91250-280-4                              | 176     | [ 9 ]  |
| 2008       | 10000     | Твёрдая  | София        | Киев   | Андрей Сидерский А. Мищенко                             | Иллюзии                                                           | 978-5-91250-577-5 (+доп.)                      | 192     | [ 10 ] |
| 2009       | 5000      | Мягкий   | София        | Киев   | Андрей Сидерский А. Мищенко                             | Иллюзии                                                           | 978-5-91250-969-8 (+доп.)                      | 160     | [ 11 ] |
| 2010       | 500       | Твёрдая  | София        | Киев   | Андрей Сидерский А. Мищенко                             | Иллюзии                                                           | Доп. тираж (978-5-91250-577-5)                 | 192     | [ 12 ] |
| 2014       | 6000      | Мягкий   | София        | Киев   | Андрей Сидерский А. Мищенко                             | Иллюзии                                                           | Доп. тираж (978-5-91250-969-8)                 | 160     | [ 13 ] |
| 2014- 2022 | 5000      | Твёрдый  | София        | Киев   | Андрей Сидерский Инна Старых                            | Иллюзии: Приключения одного мессии, который мессией быть не хотел | 978-5-906749-30-7                              | 160     | [ 14 ] |

| Год  | Тираж     | Переплёт | Издательство | Место           | Ответственный                                                                                  | Название | Содержание | Международный стандартный книжный номер (ISBN) | Страниц | Ссылка        |
| ---- | --------- | -------- | ------------ | --------------- | ---------------------------------------------------------------------------------------------- | --- | --- | ---------------------------------------------- | ------- | ------------- |
| 1991 | 25000     | Твёрдый  | Грантъ       | Санкт-Петербург | — Перевод: Ю. Родман Игорь Куберский                                                           | Чайка по имени Джонатан Ливингстон                                                                                | Чайка по имени Джонатан Ливингстон (повесть) Иллюзии, или Приключения Мессии Поневоле (повесть) | 5-7171-0001-9                                  | 319     | [ 15 ]        |
| 1992 | 2500      | Мягкий   | Кредо        | Самара          | В. С. Фёдоров                                                                                  | Чайка по имени Джонатан Ливингстон. Иллюзии, или Приключения Мессии, который Мессией быть не хотел. Единственная. | Чайка по имени Джонатан Ливингстон (повесть) Три жизни «Чайки по имени Джонатан Ливингстон» (статья Майи Туровской) Иллюзии, или Приключения Мессии, который Мессией быть не хотел (повесть) Единственная (роман)                   | Не указан                                      | 232     | [ 16 ]        |
| 1993 | Не указан | Твёрдый  | Фіта Лтд     | Киев            | —                                                                                              | Избранное в двух томах. Том 1                                                                                     | Чайка по имени Джонатан Ливингстон (повесть) Дар крыльев (сборник) Иллюзии. Приключения Мессии поневоле (повесть) Далёких мест не бывает (рассказ)                                                                                  | 5-7101-0026-9                                  | 480     | [ 17 ]        |
| 1994 | 30000     | Твёрдый  | София        | Киев            | Ю. Смирнов                                                                                     | Избранное т. 1 | Нет такого места — «далеко» (рассказ) Чайка по имени Джонатан Ливингстон (повесть) Иллюзии (повесть) Единственная (роман) | 5-7101-0015-3                                  | 352     | [ 18 ]        |
| 1994 | 5000      | Мягкий   | Палея        | Москва          | —                                                                                              | Чайка по имени Джонатан Ливингстон                                                                                | Чайка по имени Джонатан Ливингстон (повесть) Иллюзии, или приключения Мессии, который Мессией быть не хотел (повесть) Единственная (роман)                                                                                          | 5-86020-305-5                                  | 167     | [ 19 ]        |
| 2000 | 10000     | Твёрдый  | София        | Киев            | — Перевод: Андрей Сидерский Инна Старых                                                        | Чайка Джонатан Ливингстон Иллюзии                                                                                 | Чайка Джонатан Ливингстон (повесть) Иллюзии (повесть) | 5-220-00178-7                                  | 224     | [ 20 ]        |
| 2001 | 20000     | Твёрдый  | София        | Киев            | — Перевод: Андрей Сидерский Инна Старых                                                        | Чайка Джонатан Ливингстон Иллюзии                                                                                 | Чайка Джонатан Ливингстон (повесть) Иллюзии (повесть) | 5-344-00018-9                                  | 224     | [ 21 ] [ 22 ] |
| 2005 | 12000     | Мягкий   | София        | Киев            | — Перевод: Андрей Сидерский Инна Старых                                                        | Чайка Джонатан Ливингстон Иллюзии                                                                                 | Чайка Джонатан Ливингстон (повесть) Иллюзии (повесть) | 5-9550-0138-7                                  | 224     | [ 23 ]        |
| 2008 | 5000      | Твёрдая  | София        | Киев            | — Андрей Сидерский А. Мищенко                                                                  | Чайка Джонатан Ливингстон Иллюзии Карманный справочник Мессии Бегство от безопасности За пределами разума         | Чайка по имени Джонатан Ливингстон (повесть) Иллюзии (повесть) Карманный справочник Мессии (книга-приложение к Иллюзиям) Бегство от безопасности (роман) За пределами разума (повесть)                                              | 978-5-91250-551-5                              | 704     | [ 24 ]        |
| 2010 | 5000      | Твёрдая  | София        | Киев            | — Андрей Сидерский А. Мищенко                                                                  | Чайка Джонатан Ливингстон Иллюзии Карманный справочник Мессии Бегство от безопасности За пределами разума         | Чайка по имени Джонатан Ливингстон (повесть) Иллюзии (повесть) Карманный справочник Мессии (книга-приложение к Иллюзиям) Бегство от безопасности (роман) За пределами разума (повесть)                                              | 978-5-399-00045-9                              | 704     | [ 25 ]        |
| 2011 | 5000      | Твёрдый  | София        | Киев            | — Андрей Сидерский А. Мищенко В. Трилис М. Чеботарёв                                           | Чайка Джонатан Ливингстон Иллюзии Карманный справочник Мессии Бегство от безопасности                             | Чайка по имени Джонатан Ливингстон (повесть) Иллюзии (повесть) Карманный справочник Мессии (книга-приложение к Иллюзиям) Бегство от безопасности (роман)                                                                            | 978-5-399-00263-7                              | 512     | [ 26 ]        |
| 2012 | 5000      | Твёрдый  | София        | Киев            | — Перевод: Андрей Сидерский А. Мищенко В. Трилис И. Нелюбова Редактура: Ю. Смирнов Инна Старых | Чайка Джонатан Ливингстон Иллюзии Карманный справочник Мессии Гипноз для Марии                                    | Чайка по имени Джонатан Ливингстон (повесть) Иллюзии (повесть) Карманный справочник Мессии (книга-приложение к Иллюзиям) Гипноз для Марии (роман)                                                                                   | 978-5-399-00392-4                              | 416     | [ 27 ]        |
| 2020 | 20        | Твёрдый  | Край         | Киев            | В. Зорич                                                                                       | Иллюзии | Иллюзии, или Приключения вынужденного Мессии (повесть) Иллюзии II: Приключения одного ученика, который учеником быть не хотел (повесть) Мой дар — моя глупость (интервью) Карманный справочник Мессии (книга-приложение к Иллюзиям) | —                                              | —       | [ 28 ]        |

## Награды
«Иллюзии» стали номинантом (заняли пятое место в рейтинге) советской премии «Великое Кольцо» 1989 года // Крупная форма (перевод) уступив Джорджу Оруэллу с его произведением «1984».

## Адаптации
Иллюзии выпускались в виде адаптации в серии комиксов «Наиболее продаваемый случай» (англ. Best Seller Showcase) иллюстрированной художником Греем Морроу и публиковавшейся с 19 июня по 30 июля 1978 года.
Повесть имела большое влияние на режиссёра Зака Снайдера и снятые им фильмы «Запрещённый приём» и «Армия мертвецов».

## Продолжение
Сиквел Иллюзий вышел в 2014 году, после аварии, в которую попал писатель и имел название «Иллюзии II: Приключения одного ученика, который учеником быть не хотел.» (англ. Illusions II: The Adventures of a Reluctant Student).